# Internationale Schweizer Eishockeymeisterschaft 1928/29
Die Saison 1928/29 war die 14. reguläre Austragung der Internationalen Schweizer Eishockeymeisterschaft. Meister wurde der HC Davos.

## Hauptrunde

### Serie Ost
Der EHC St. Moritz verzichtete auf eine Teilnahme an der Internationalen Meisterschaft.
- HC Davos – EHC St. Moritz 5:0 (Forfait)

Der HC Davos qualifizierte sich damit direkt für den Meisterschaftsfinal.

### Serie West
23. Dezember 1928 in St. Catherine
- Star Lausanne-HC Rosey Gstaad 0:8

Der HC Rosey Gstaad, als Sieger der Westschweiz, trat wegen der Differenzen um den Final der Nationalen Meisterschaft nicht mehr an. Daher qualifizierte sich Star Lausanne für den Meisterschaftsfinal.

## Meisterschaftsfinal
- HC Davos – Star Lausanne 9:0